# Puente Jacques-Chaban-Delmas
El puente Jacques-Chaban-Delmas, en Burdeos, es un puente levadizo que atraviesa el Garona entre el puente de piedra y el puente de Aquitania. Se ubica en la prolongación de la calle Lucien-Faure y conecta el muelle de Bacalan con el muelle de Brazza, en el norte de La Bastide, de ahí su nombre inicial de puente Bacalan-Bastide. El gobierno municipal de la ciudad de Burdeos decidió, el 22 de octubre de 2012, bautizarlo con el nombre de «Jacques Chaban-Delmas», antiguo alcalde de Burdeos.
La construcción se llevó a cabo desde octubre de 2009 hasta finales de diciembre de 2012. La obra se abrió al tráfico el lunes 18 de marzo de 2013, dos días después de su inauguración.

## Creación

### Convocatoria del proyecto
En 2003 se convocó un concurso de ideas. Cinco proyectos compitieron con el mismo objetivo: realizar un puente urbano que favoreciera el tráfico lento. La obra, de la misma altura que el puente de Aquitania situado más adelante, tenía que elevarse en 12 minutos como máximo.
Los proyectos Gaudin-Eiffage, Zublena-Bouygues, Spielmann-Razel y Berlottier-Dodin fueron descartados.
El  proyecto ganador fue el del estudio Lavigne-GTM. Este se distinguió por «la originalidad de sus pasarelas para peatones y ciclistas separadas, la profundidad de los cimientos, la eficacia de la protección de sus pilones y del sistema elevador».

### La arquitectura

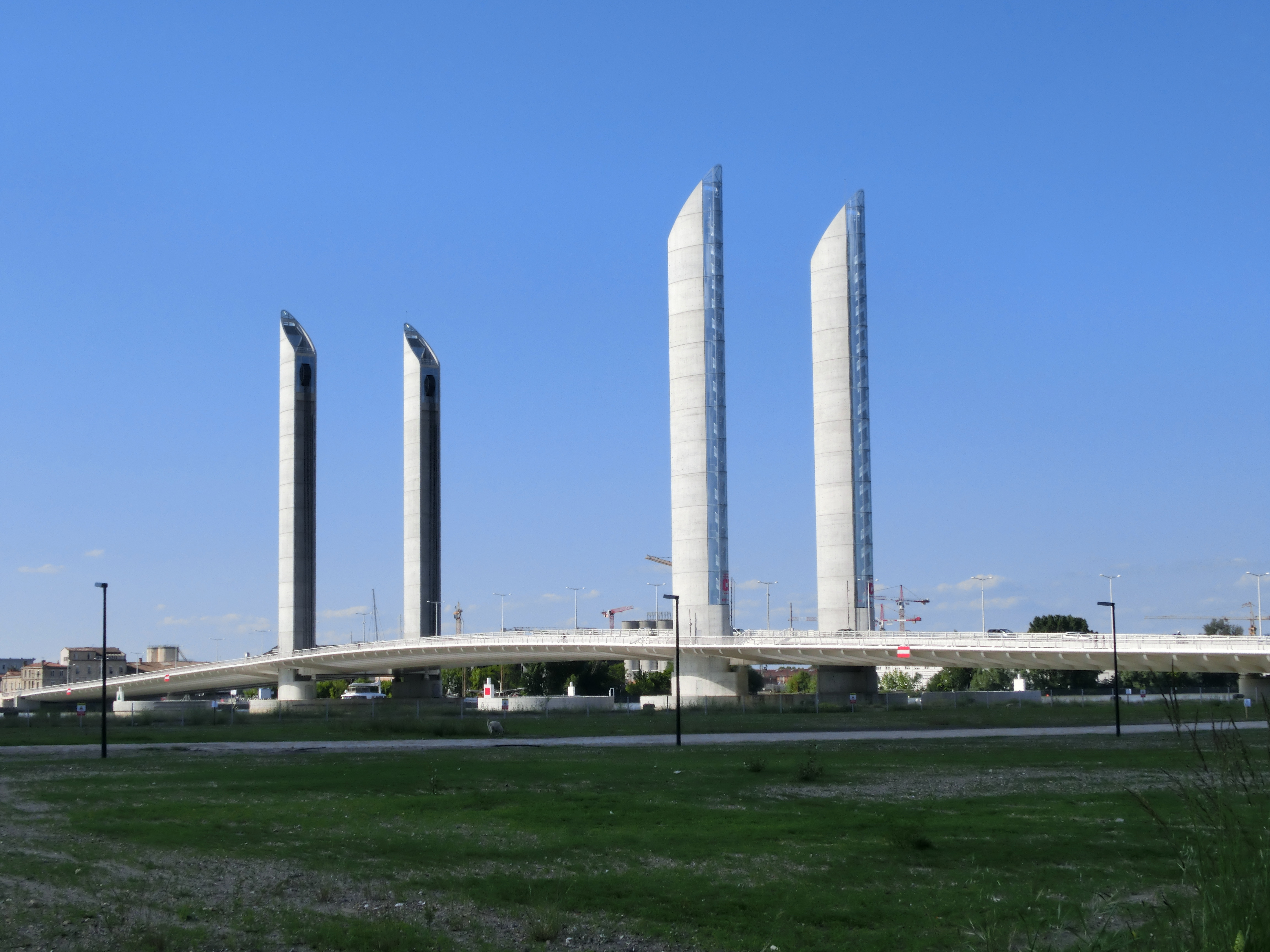
El puente Jacques-Chaban-Delmas con la pasarela central bajada.

El estudio de arquitectura del puente es la S.R.L. Architecture et Ouvrages d'art, formada por Christophe Cheron, Charles Lavigne (arquitecto del puente de Normandía y fallecido en junio de 2005) y su hijo Thomas Lavigne.
La concepción y la gestión del proyecto dentro del concurso de ideas llevado a cabo por la empresa GTM fueron realizadas por Egis JMI, los arquitectos Thomas Lavigne y Christophe Cheron, Hardesty & Hannover y el ingeniero diseñador Michel Virlogeux diplomado por la École polytechnique y la École nationale des ponts et chaussées.
Michel Virlogeux, el ingeniero estructural de la obra, elaboró al principio el proyecto con Charles Lavigne: «Lo que yo quería (es) que las torres aparecieran como secundarias. Por eso las aceras están en la parte exterior de las torres, a lo lejos se ve una única línea, la de la cubierta del puente».

### Descripción encriptada

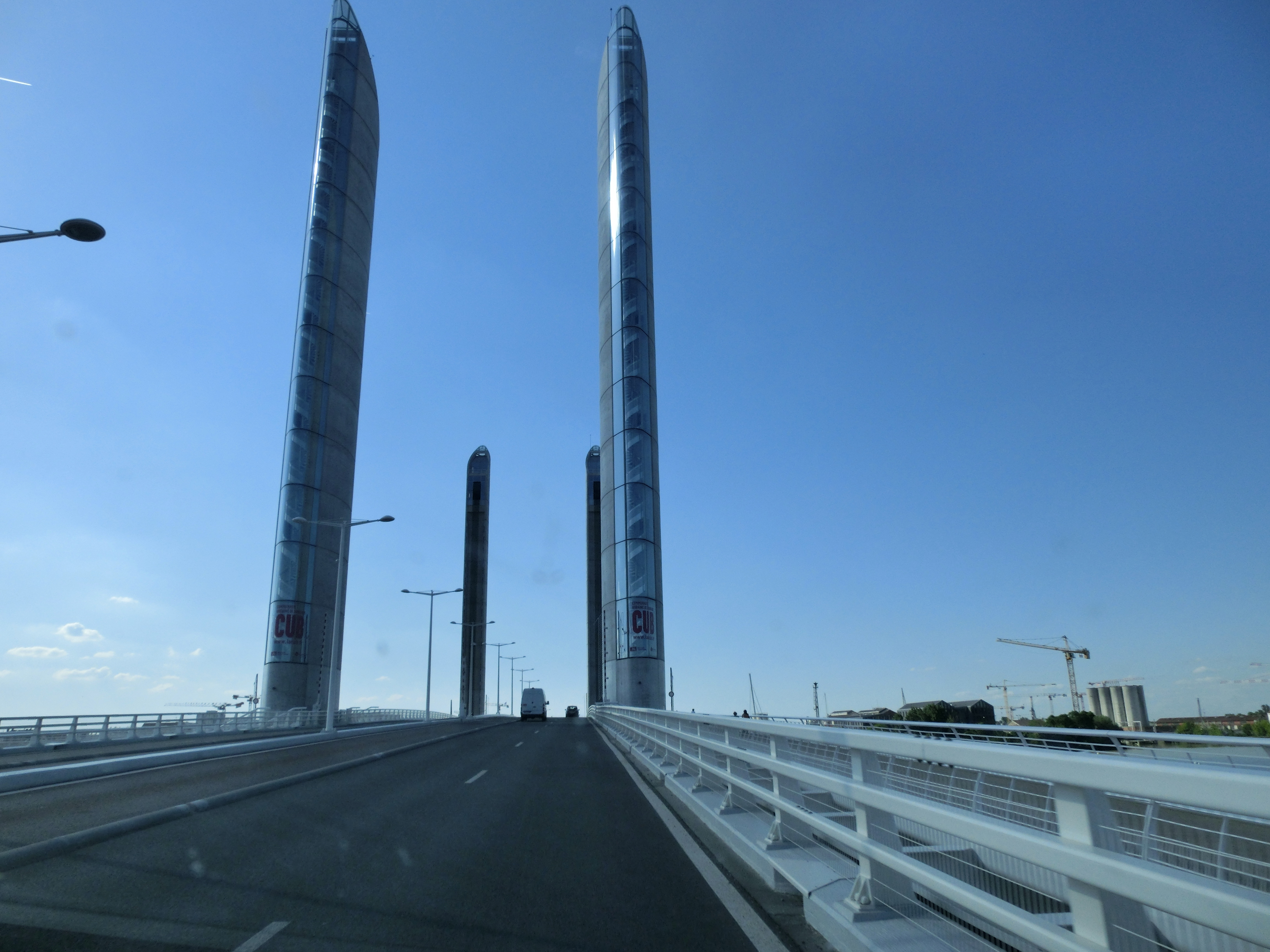
Travesía del puente.

El puente tiene una longitud total de 575 metros con 433 metros de puente principal y 117 metros de parte central levadiza que garantizan el tráfico marítimo, fluvial y estacional.
Los pilones del puente, protegidos de eventuales choques por islotes de hormigón por delante y por detrás, presentan una altura de 77 metros. Permitirán un calado aéreo similar al del puente de Aquitania en posición elevada, es decir 55 metros por encima del lecho del Garona, y al del puente de Piedra en posición baja, es decir 13 metros. La distancia entre los pilones es de 110 metros.
La anchura del puente oscila entre 32 y 45 metros según las diferentes secciones. La anchura útil es de 27 metros con 15 metros utilizados por el transporte público con carril bici y de peatones y 12 metros para los turismos y los vehículos pesados. Las pistas ciclables y peatonales están separadas de la circulación de los vehículos a motor. Así esta circulación lenta se efectúa por la parte exterior de los pilones del puente.
El puente está previsto para 43 000 vehículos por día como máximo. En servicio, está previsto que el puente se leve aproximadamente sesenta veces al año, inmovilizando la circulación durante una hora aproximadamente.

## El desarrollo de las obras
El 8 de octubre de 2009, Vincent Feltesse, presidente de la comunidad urbana de Burdeos, jefe de obras de la operación, firma la orden de servicio que da inicio al comienzo de los trabajos. A continuación, la unión de empresas Grands travaux de Marseille (GTM), Dodin Campenon-Bernard y Cimolai SpA inician las obras comenzando con la instalación de la base de vida de la obra.
El 16 de octubre Alain Juppé, alcalde de Burdeos, y Vincent Feltesse efectúan una visita a la obra. La primera piedra se puso el 9 de diciembre de 2009. Los trabajos comenzaron sobre ambos márgenes del río, el puente que conecta el barrio de Bacalan (hoy Burdeos marítimo) con la margen izquierda y el barrio de la Bastide en la margen derecha, de ahí el nombre de «puente Bacalan-Bastide» o su diminutivo «puente Baba» adoptado durante la obra de construcción. Ambas bases del puente, que tienen que sujetar los pilones de la parte levadiza, fueron implantadas en el fondo del río en junio de 2010 sobre una alfombra de piedra. Estas bases son moles de hormigón de 44 metros de longitud por 18 metros de ancho y 16 metros de altura, fabricados en los muelles de Bassens y después transportados flotando directamente hacia los futuros pilones, sumergidos y fijados por estacas de 25 metros de profundidad.
Los cuatro pilones que sujetan la parte levadiza también han sido construidos sobre el terreno, mediante encofrado autoadhesivo con secciones de 4,5 metros. Los de la orilla derecha se levantaron a partir de mayo de 2011.
La cubierta de acero, compuesta de dos tramos fijos y de un tramo móvil de 117 metros de largo, fue realizada por la sociedad italiana Cimolai SpA, con sede en Pordenone, en Italia, al este de Venecia. El transporte de los elementos de este tramo se efectuó por vía marítima, vía el mar Adriático, el mar Mediterráneo, el Estrecho de Gibraltar, el Océano Atlántico, el golfo de Vizcaya y el estuario de Gironda.
De una anchura de 38 metros, 5 metros de altura y compuesto de dos tramos que representan una longitud total de 163 metros y un peso total de 2 100 toneladas, el primer tramo fijo se instaló en el margen derecho en agosto de 2011. En febrero de 2012 se colocó el tramo de la orilla izquierda. Sus dimensiones son 40 metros de anchura, 3 metros de altura con un peso de 1 105 toneladas.
El conjunto de los cuatro pilones finalizó en abril de 2012. . El tramo central levadizo se puso el 23 de octubre de 2012.
La sujeción de los cables de izado en el tramo central se efectuó en noviembre de 2012. A principios de diciembre se hicieron pruebas de funcionamiento. La entrega de la obra estaba prevista para finales de 2012 para una puesta en servicio en marzo de 2013.
El puente se abrió excepcionalmente a los peatones el 1 de enero de 2013, de 10:00 a 16:00 horas, y se iluminó esa misma tarde. La construcción fue inaugurada el 16 de marzo de 2013 por el presidente de la República François Hollande y Alain Juppé, alcalde de Burdeos. Por la noche, durante la celebración, tuvo lugar un espectáculo pirotécnico sobre el puente, creado por el Grupo F. Se abrió al tráfico dos días más tarde.

El coste del puente se elevó a 156,8 millones de euros, 105,27 millones asumidos por la CUB, 18,29 millones por el Estado, 18 millones por el departamento y la región 15,24 millones.

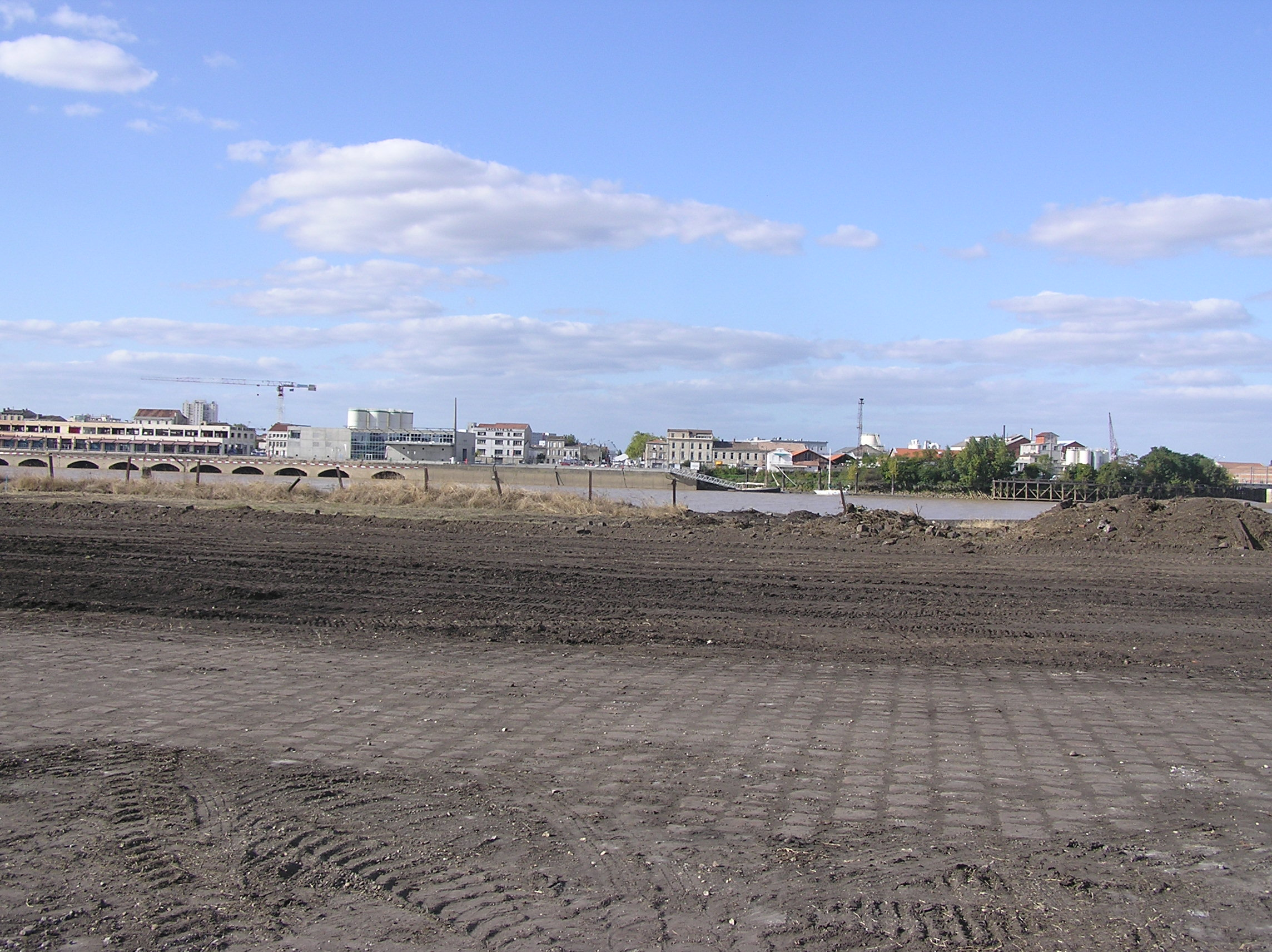
Emplazamiento (octubre 2009)
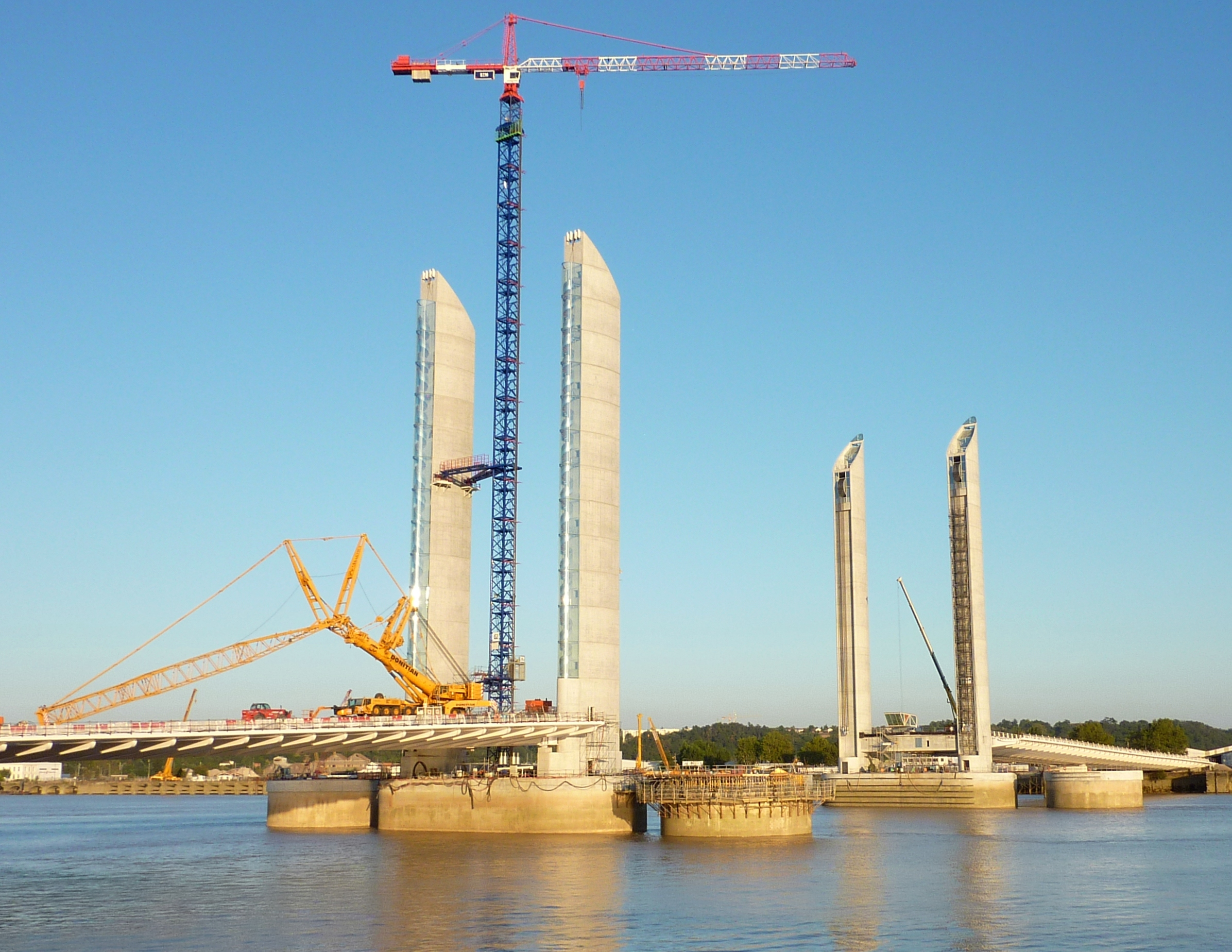
Durante las obras en septiembre de 2012

### La iluminación

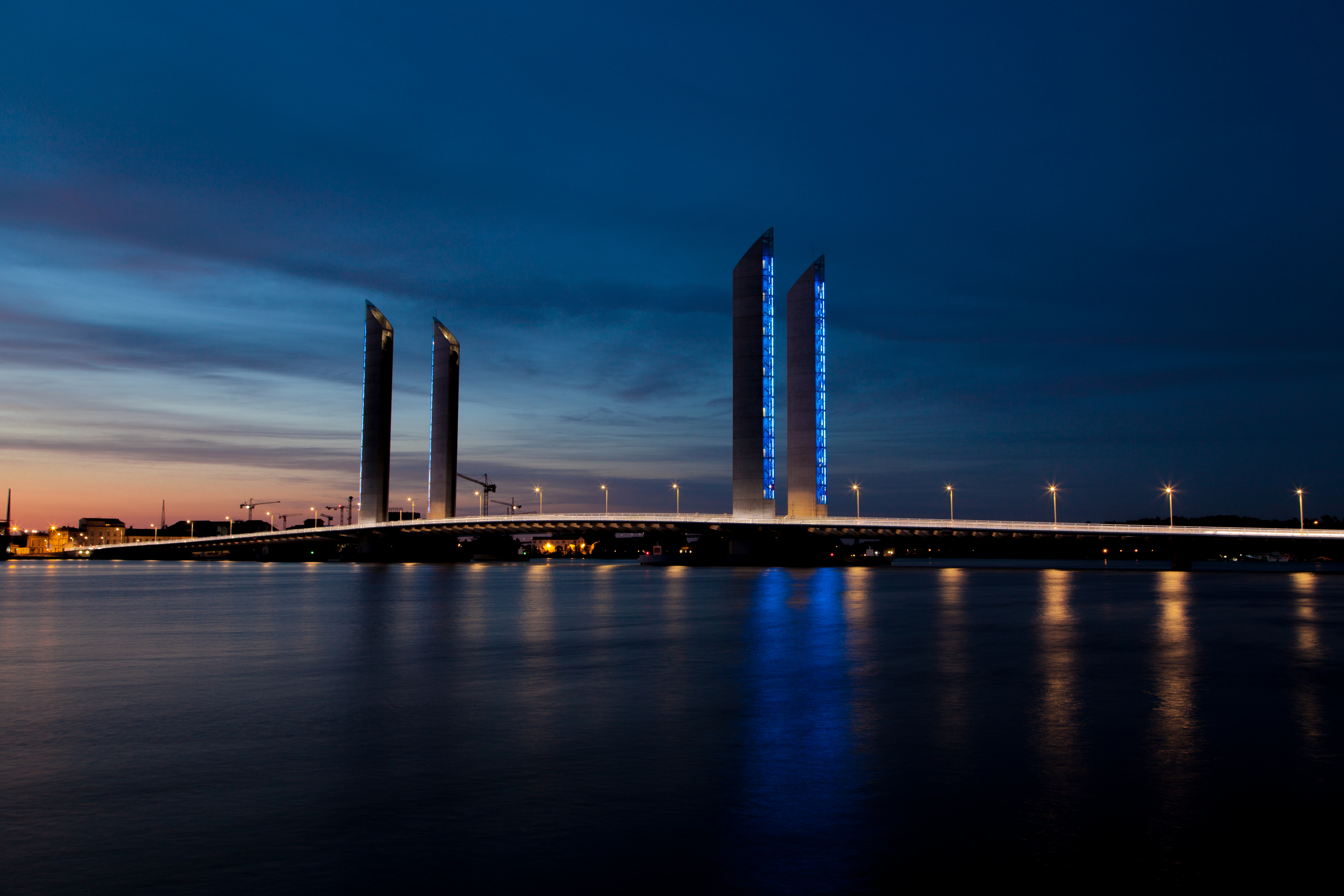
Puente Jacques-Chaban-Delmas iluminado de noche

Las luces no están para iluminar sino para destacar las líneas del puente. La luz de los pilones procede de miles de lámparas led. Los pilones cambian de color en función de la marea. Cuando la marea está alta, se ve el azul ultramar y cuando está baja, el verde Veronés. Las lámparas led brillan durante las fiestas. Yann Kersalé, el responsable de esta iluminación, de la de la Ópera de Lyon y del Paseo Victor-Hugo fue llamado por la UNESCO para realizar la iluminación del puente Jacques-Chaban-Delmas.

## Aspecto económico

### Los premios
En septiembre de 2014, en Río de Janeiro, Egis-JMI, en nombre de su director general Nicolas Jachiet, miembro de la dirección del proyecto del Puente Jacques Chaban-Delmas recibió el premio Outstanding Projects 2014, otorgado por la Federación Internacional de Ingenieros consultores. Este premio internacional recompensa los "proyectos de ingeniería excepcionales". EGIS-JMI compartió el primer puesto con otros diseñadores técnicos de proyectos de prestigio como "la terminal del aeropuerto de Brisbane (Australia), de la línea 2 del metro de Xi'an (China), de la sección subterránea del periférico de Madrid, de la presa anti-tormentas de Nueva Orleans..." .

### Uso
El puente ha tenido un impacto positivo en el desarrollo del transporte en la ciudad de Burdeos, tanto por vía fluvial como por carretera. Efectivamente, en 2016, algo más de 25 000 vehículos lo usaban a diario. También permite la circulación diaria de 1 500 bicicletas de media.
Por último, en 2015, se contabilizaron 56 barcos que pasaron bajo la estructura (frente a 43 en 2014 y 39 en 2013). Este aumento de tráfico fluvial originó 94 maniobras (frente a 74 en 2013 y 75 en 2014).
La construcción de esta nueva vía terrestre ha permitido reducir en un 28% la circulación del puente de Piedra.